# Andersen Biler
Andersen Biler A/S er en dansk bilforhandler- og autoværkstedskæde. Virksomheden har hovedkvarter i Ballerup i København med 15 afdelinger på Sjælland. Selskabet blev stiftet af Helge Andersen i 1994. I 2003 bliver Martin Frykmann og Peter Selck medejere af virksomheden. Andersen Biler forhandler og servicerer bilmærkerne Ford, Citroën, Nissan, Hyundai, Suzuki, Honda, Mitsubishi og Volvo. Virksomheden har ca. 400 ansatte og en årsomsætning på ca. 2 mia. kroner.